# Volksschule „Kinderinsel an der Wasserwelt“
Die Volksschule „Kinderinsel an der Wasserwelt“ ist eine Volksschule in der Nähe der Wasserwelt im 15. Wiener Gemeindebezirk Rudolfsheim-Fünfhaus.

## Pädagogische Arbeit, Ausstattung und Angebote
Die Schule bietet für berufstätige Eltern eine Frühaufsicht ab 07:15 Uhr sowie eine Nachmittagsbetreuung bis 17:30 Uhr.
Die Schule ist eine Halbtagsschule mit 9 Klassen, davon sind vier Integrationsklassen und eine integrative Mehrstufenklasse.
In der Schule befindet sich ein Sonderhort der MA 10.
In der Schule werden etwa 200 Schüler verschiedener Nationen unterrichtet.
Unterrichtet werden die Schüler von 9 Klassenlehrern, 5 Sonderschullehrern, 7 Teamlehrern (eingesetzt in flexibler Schuleingangsphase sowie Leseförderung; teils mit reduzierten Lehrverpflichtungen), 2 Sprachförderlehrern, 3 Religionslehrerinnen (katholisch, orthodox, islamisch), 1 Sprachheillehrerin (stundenweise), 1 Förderlehrerin (stundenweise), 1 VS-Lehrerin für textiles Werken, 2 muttersprachlichen Lehrer (Türkisch, Bosnisch/Kroatisch/Serbisch) (volle Lehrverpflichtung), 6 muttersprachlichen Lehrer (Türkisch, Bosnisch/Kroatisch/Serbisch und  Rumänisch), stundenweise. (Stand: 2022)
Weiteres können ambulante Lehrer für Motopädagogik, Sehbehinderung, Hörbehinderung und Autismus angefordert werden. 
Die Schwerpunkte werden auf eine Intensive Förderung und Begleitung der Schüler in der Schuleingangsphase, Englischunterricht ab der ersten Schulstufe gelegt. 
Ferner gibt es Klassen mit dem Schwerpunkt Musik, Digitale Grundbildung, Bewegung und Sport und Natur aktiv.
In der Grundstufe I wird eine Alternative Leistungsbeurteilung sowie ein Zweisprachiger Unterricht durchgeführt.
Als Schulprojekt „Mehrsprachiges Leseatelier“ wird Lesen in Deutsch und in der Muttersprache durchgeführt.
Die Schule arbeitet in der Sprachförderung mit dem Kindergarten Wurmsergasse und dem Sprachförderzentrum Wien.
Im Jahr 2015 wurde die Schule mit dem Österreichischen Schulpreis in der Kategorie Lesekompetenz ausgezeichnet.